# Томм, Элеонора Николаевна
Элеонора Николаевна Томм (1915—1988) — советская украинская оперная певица (меццо-сопрано). Народная артистка УССР (1964). Лауреат Сталинской премии второй степени (1949).

## Биография
Э. Н. Томм родилась 13 (26 апреля) 1915 года в Петрограде. По национальности эстонка. В 1949 году окончила КГК имени П. И. Чайковского по классу пения у Д. Г. Евтушенко. Артистическую деятельность начала в вокальном ансамбле Украинского радио (1937). В 1948—1973 годах солистка КУАТОБ имени Т. Г. Шевченко. Пела также контральтные партии.
Э. Н. Томм умерла 29 июня 1988 года в Киеве.

## Оперные партии
- «Иван Сусанин» М. И. Глинки — Ваня
- «Руслан и Людмила» М. И. Глинки — Ратмир
- «Хованщина» М. П. Мусоргского — Марфа
- «Мазепа» П. И. Чайковского — Любовь
- «Царская невеста» Н. А. Римского-Корсакова — Любаша
- «Русалка» А. С. Даргомыжского — Княгиня
- «Князь Игорь» А. П. Бородина — Кончаковна
- «Богдан Хмельницкий» К. Ф. Данькевича — Соломия
- «Заря над Двиною» Ю. С. Мейтуса — Лукерья
- «Лоэнгрин» Р. Вагнера — Ортруда
- «Трубадур» Дж. Верди — Азучена
- «Аида» Дж. Верди — Амнерис
- «Бал-маскарад» Дж. Верди — Ульрика
- «Кармен» Ж. Бизе — Кармен

## Награды и премии
- народная артистка УССР (1964)
- Сталинская премия второй степени (1949) — за исполнение партии Вани в оперном спектакле «Иван Сусанин» М. И. Глинки[2]
- медаль «За трудовую доблесть» (24.11.1960)